# Q-производная
Q-производная или производная Джексона — это q-аналог обычной производной, который предложил Франк Хилтон Джексон. Q-производная обратна q-интегрированию Джексона. Другие виды q-производной можно найти в статье К.С. Чанга, В.С Чанга, С.Т. Нама и Х.Дж. Кана.

## Определение
Q-производная функции f(x) определяется как 
{\displaystyle \left({\frac {d}{dx}}\right)_{q}f(x)={\frac {f(qx)-f(x)}{qx-x}}.}
и часто записывается как {\displaystyle D_{q}f(x)}. Q-производная известна также как производная Джексона.
Формально, в терминах оператора сдвига Лагранжа в логарифмических переменных, это равносильно оператору
{\displaystyle D_{q}={\frac {1}{x}}~{\frac {q^{d~~~ \over d(\ln x)}-1}{q-1}}~,}
который приводит к обычной производной, → d⁄dx при q → 1.
Оператор очевидно линеен,
{\displaystyle \displaystyle D_{q}(f(x)+g(x))=D_{q}f(x)+D_{q}g(x)~.}
Q-производная имеет правило для произведения, аналогичное правилу произведения для обычной производной в двух эквивалентных формах
{\displaystyle \displaystyle D_{q}(f(x)g(x))=g(x)D_{q}f(x)+f(qx)D_{q}g(x)=g(qx)D_{q}f(x)+f(x)D_{q}g(x).}
Аналогично, q-производная удовлетворяет правилу для деления,
{\displaystyle \displaystyle D_{q}(f(x)/g(x))={\frac {g(x)D_{q}f(x)-f(x)D_{q}g(x)}{g(qx)g(x)}},\quad g(x)g(qx)\neq 0.}
Есть также правило, подобное правилу обычного дифференцирования суперпозиции функций. Пусть {\displaystyle g(x)=cx^{k}}. Тогда
{\displaystyle \displaystyle D_{q}f(g(x))=D_{q^{k}}(f)(g(x))D_{q}(g)(x).}
Собственная функция q-производной — это q-показательная функция eq(x).

## Связь с обычными производными
Q-дифференцирование напоминает обычное дифференцирование с курьёзными отличиями. Например, q-производная одночлена равна
{\displaystyle \left({\frac {d}{dz}}\right)_{q}z^{n}={\frac {1-q^{n}}{1-q}}z^{n-1}=[n]_{q}z^{n-1}},
где {\displaystyle [n]_{q}} — q-скобка числа n. Заметим, что {\displaystyle \lim _{q\to 1}[n]_{q}=n}, так что обычная производная возвращается в пределе.
Для функции n-ая q-производная может быть задана как:
{\displaystyle (D_{q}^{n}f)(0)={\frac {f^{(n)}(0)}{n!}}{\frac {(q;q)_{n}}{(1-q)^{n}}}={\frac {f^{(n)}(0)}{n!}}[n]_{q}!}
при условии, что обычная n-ая производная функции f существует в x = 0. Здесь {\displaystyle (q;q)_{n}} — q-символ Похгаммера, а {\displaystyle [n]_{q}!} — q-факториал. Если функция {\displaystyle f(x)} аналитическая, мы можем использовать формулу Тейлора для определения {\displaystyle D_{q}(f(x))}
{\displaystyle \displaystyle D_{q}(f(x))=\sum _{k=0}^{\infty }{\frac {(q-1)^{k}}{(k+1)!}}x^{k}f^{(k+1)}(x).}
Q-аналог разложения Тейлора функции около нуля:
{\displaystyle f(z)=\sum _{n=0}^{\infty }f^{(n)}(0)\,{\frac {z^{n}}{n!}}=\sum _{n=0}^{\infty }(D_{q}^{n}f)(0)\,{\frac {z^{n}}{[n]_{q}!}}}